# Blahuňov
Blahuňov (německy Plassdorf) je malá vesnice v okrese Chomutov v Ústeckém kraji. Stojí v Krušných horách v nadmořské výšce okolo 475 metrů, asi devět kilometrů západně od Chomutova a 1,5 kilometru východně od Místa, ke kterému patří jako část obce. Založen byl nejspíše ve čtrnáctém století a patřil nejprve k hasištejnskému a později ahníkovskému panství. Obyvatelé se po většinu doby živili zejména zemědělstvím. Teprve ve druhé polovině dvacátého století bylo u vesnice objeveno ložisko fluoritu, a krátkou dobu probíhala jeho těžba. V roce 2011 zde žilo 83 obyvatel.
Blahuňov je také název katastrálního území o rozloze 2,19 km².

## Název
Název vesnice je odvozen z osobního jména Blahuň ve významu Blahuňův dvůr nebo Blahuňova ves (Blahunsdorf). Ze druhého tvaru se přes variantu Plansdorf vyvinul německý název Plaßdorf. V historických listinách se jméno vyskytuje například ve tvarech: Planstorff (1367), Blahuniow (1529), Blahniow (1540), Blahuniow jinak Plasdorff (1606) nebo Plasdorf (1846). Existují také hypotézy o odvození názvu ze jména Blažej (Blasius) nebo z přídavného jména blahý.

## Historie

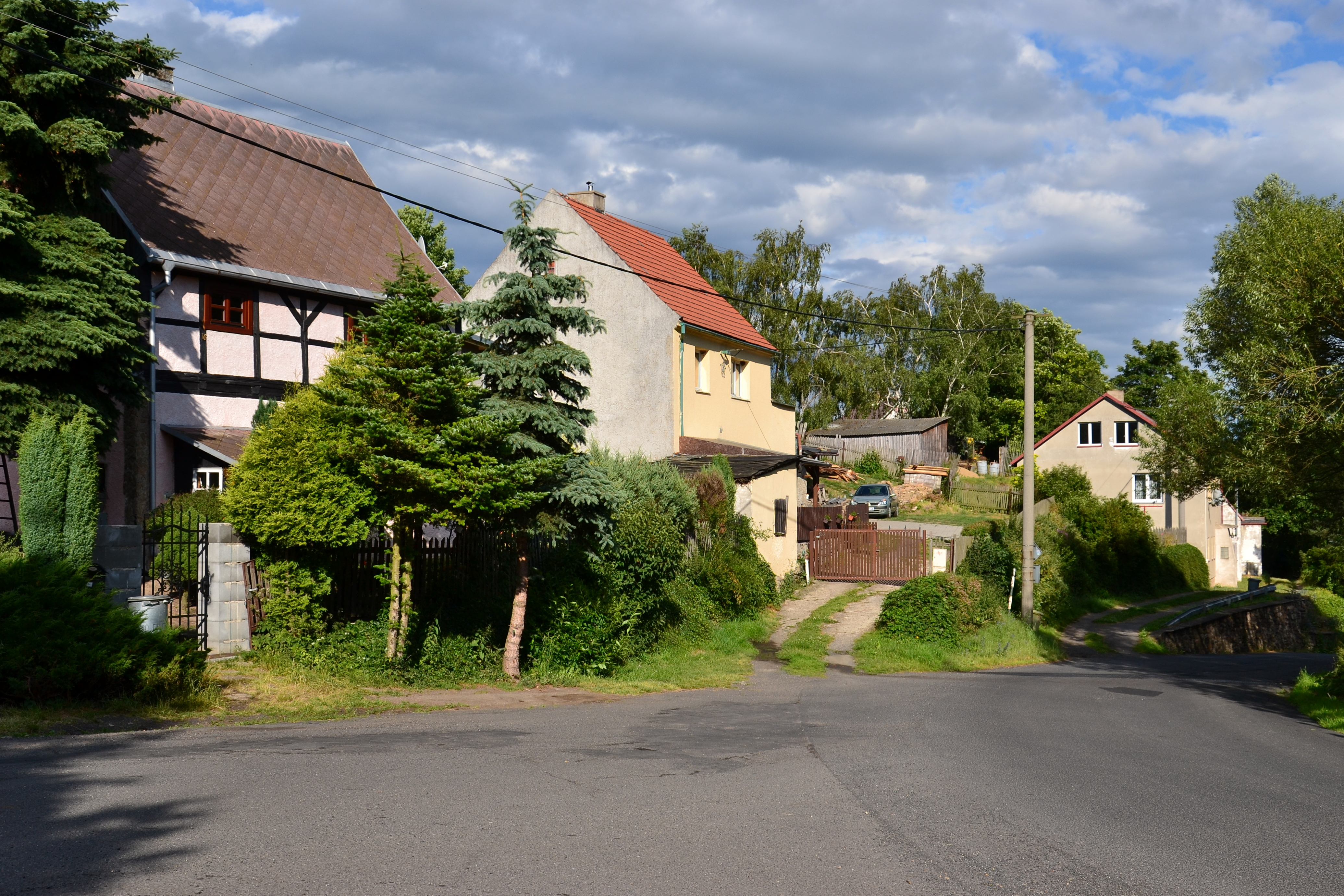
Dolní část vesnice

První písemná zmínka o vsi pochází z roku 1367, kdy byl Blahuňov uváděn jako součást hasištejnského panství. Většina písemných zpráv až do šestnáctého století zmiňuje Blahuňov jen jako bydliště určitých osob uvedených v různých právních dokumentech. Ve druhé polovině šestnáctého století ve vsi stávala rychta, na které byla uložena pozemková kniha se záznamy vlastnických práv k blahuňovským nemovitostem z období 1548–1597. Součástí hasištejnského panství vesnice zůstala až do roku 1606, kdy ji koupil Linhart Štampach ze Štampachu. Od té doby patřila k ahníkovskému panství až do zrušení poddanství v roce 1850.
Ve druhé polovině šestnáctého století byl Blahuňov součástí kralupské farnosti. Ve stejné době se v okolí šířilo protestantství, které začali potlačovat až Martinicové, když panství koupili při pobělohorských konfiskacích. Během třicetileté války vesnice utrpěla značné škody a v požárech shořely některé důležité listiny. Po válce se zřejmě rychle vzpamatovala, protože Berní rula z roku 1654 vesnici popisuje dobře. Podle ní v Blahuňově žilo osm sedláků a osm chalupníků. Sedlákům patřilo dohromady devatenáct potahů, 21 krav, 22 jalovic a pět prasat. Majetek chalupníků byl menší. Společně měli pouze devět potahů, dvacet krav, čtrnáct jalovic a pět prasat. Hlavním zdrojem obživy byl chov dobytka a pěstování žita.
Podle Topographie des Königreiches Böhmen Jaroslava Schallera z roku 1787 v Blahuňově stálo třicet domů, zatímco o sedm let mladší soupis panství uvádí jen 23 domů, ve kterých žilo celkem 120 lidí (deset sedláků, šest chalupníků a sedm domkářů). Jejich povinností bylo odpracovat 468 dní roboty v létě a 403 dní v zimě. Kromě toho museli během roku odsloužit celkem 1560 dnů s potahy a dvakrát ročně zaplatit peněžní dávku ve výši 10 zlatých a 53 krejcarů. Kromě zemědělství obyvatelé prodávali dřevo a předli len, který se zpracovával v tehdejším domě čp. 2, kde byla umístěna trdlice. Pěstoval se také chmel a ovocné stromy: hrušně, jabloně, švestky, ryngle a zejména třešně.
Roku 1816 byla na místě zvonice z šestnáctého století postavena kaple svatého Víta s obdélným půdorysem. Nebyla zbořena, ale přestavěna na rekreační chatu. Ve druhé polovině devatenáctého století stoupl význam prodeje dřeva, a Blahuňov se zařadil mezi jeho největší producenty na Chomutovsku. Na počátku dvacátého století ve vsi byly dva hostince a roku 1910 byl zřízen vodovod. Podobně jako v okolních vesnicích se i v Blahuňově vyráběly krajky a prýmky, které se vyvážely zejména do Turecka. Jejich výroba ustala až během první světové války, ve které padlo osm zdejších obyvatel. Elektřina byla zavedena v roce 1922 a první telefon o pět let později.
Po druhé světové válce bylo z vesnice vysídleno původní německé obyvatelstvo, které nahradilo 82 českých obyvatel. V první polovině padesátých let dvacátého století bylo objeveno malé ložisko fluoritu, který byl do vyčerpání zásob těžen v letech 1959–1961. Vytěžený materiál se upravoval v Sobědruhách.

## Geologie
Asi 1 km severozápadně nad vesnicí se v rulovém podloží nacházelo ložisko fluoritu, Na zbylých haldách se dosud nacházejí minerály ametyst, baryt a karneol.

## Obyvatelstvo
Při sčítání lidu v roce 1921 zde žilo 146 obyvatel (z toho 74 mužů) německé národnosti, kteří patřili k římskokatolické církvi. Podle sčítání lidu z roku 1930 počet obyvatel klesl na 120. I tentokrát byli všichni Němci a kromě jednoho člověka bez vyznání členy římskokatolické církve.
|                                                                     | 1869 | 1880 | 1890 | 1900 | 1910 | 1921 | 1930 | 1950 | 1961 | 1970 | 1980 | 1991 | 2001 | 2011 | 2021 |
| ------------------------------------------------------------------- | ---- | ---- | ---- | ---- | ---- | ---- | ---- | ---- | ---- | ---- | ---- | ---- | ---- | ---- | ---- |
| Obyvatelé                                                           | 134  | 133  | 146  | 156  | 151  | 146  | 120  | 82   | 75   | 62   | 46   | 44   | 60   | 83   | 120  |
| Domy                                                                | 25   | 26   | 26   | 26   | 25   | 26   | 28   | 24   | .    | 15   | 13   | 15   | 23   | 31   | 35   |
| Počet domů z roku 1961 je zahrnut v celkovém počtu domů obce Místo. |      |      |      |      |      |      |      |      |      |      |      |      |      |      |      |

## Obecní správa
Po zrušení poddanství se v roce 1850 Blahuňov stal samostatnou obcí v okrese Chomutov. Po druhé světové válce v roce 1945 ve vsi vznikl místní národní výbor, který fungoval do roku 1960, kdy byl Blahuňov připojen jako místní část k Místu.
Při volbách do obecních zastupitelstev konaných 22. května 1938 v Blahuňově žilo 83 voličů. Volby však neproběhly, protože kandidátní listinu podala pouze Sudetoněmecká strana, která se tak automaticky stala vítězem voleb.

## Doprava
Blahuňovem vede jediná silnice třetí třídy č. 22322, která pod vesnicí odbočuje ze silnice I/13, a dále pokračuje přes Místo ke křižovatce se silnicí III/22321 u Celné. Ve vsi se na ní nachází zastávka autobusové linkové dopravy. Nejbližší pravidelně obsluhovaná železniční zastávka je na trati Chomutov–Cheb v Málkově asi 2,7 kilometru daleko směrem na jihovýchod. Vesnicí ani jejím katastrálním územím nevedou žádné turisticky značené trasy ani cyklotrasy.

## Pamětihodnosti

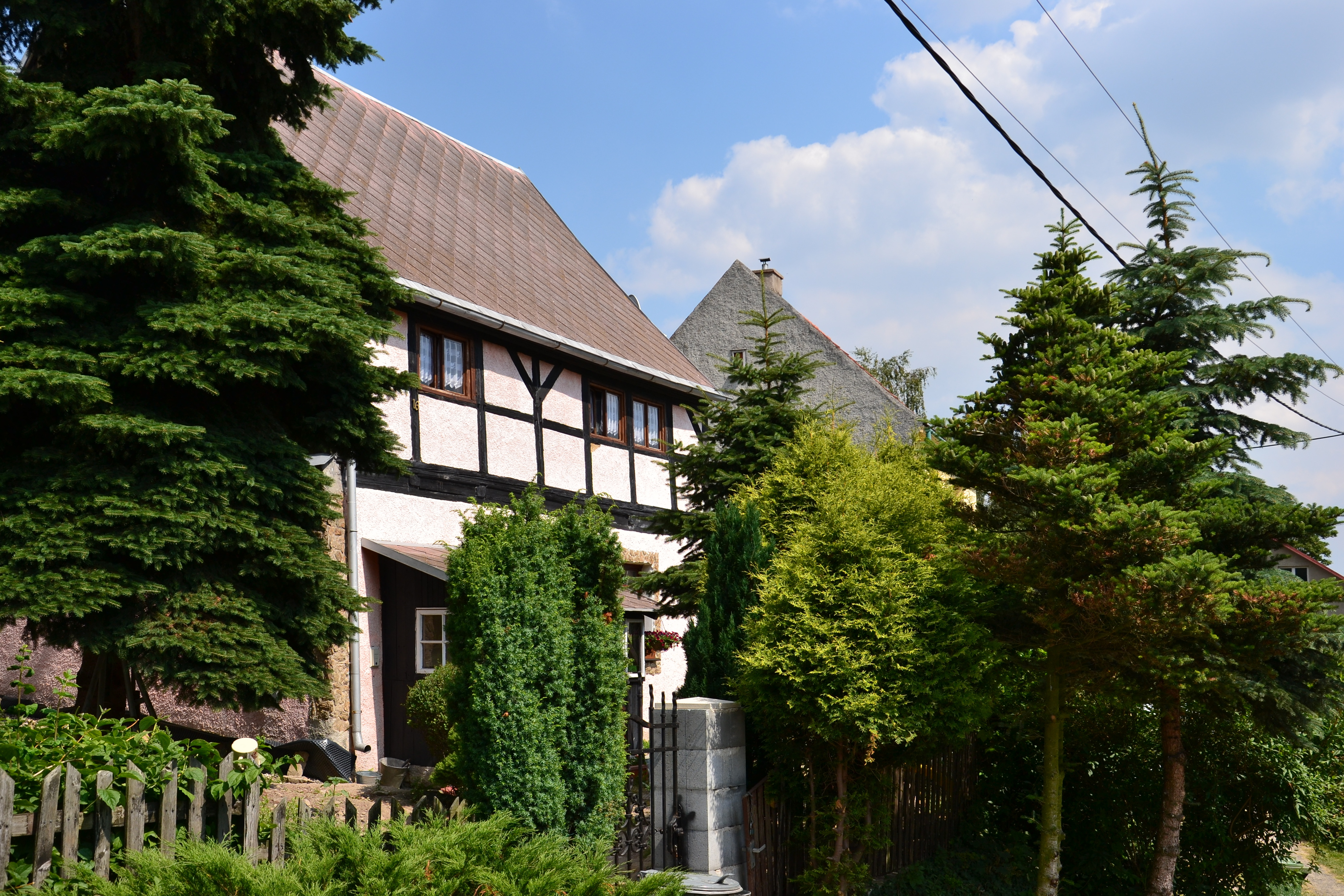
Usedlost čp. 16

Řada drobných památek byla do Blahuňova a blízkého okolí přemístěna z vesnic, které na Chomutovsku zanikly v důsledku těžby uhlí. K památkově chráněným objektům patří:
- Socha svatého Jana Nepomuckého byla do vesnice přestěhována z Krbic v roce 1981. Podle data na soklu pochází z roku 1740.[23]
- Venkovská usedlost čp. 16 se zděným přízemím a hrázděným patrem pochází ze druhé poloviny devatenáctého století.[24]
- K blahuňovským památkám patřil také pískovcový krucifix s reliéfy svatého Donáta, svatého Rocha a svatého Floriána na podstavci datovaném letopočtem 1781. Po vyhlášení kulturní památkou se kříž ztratil.[25]
- Památkově chráněné usedlosti čp. 6 a 10 byly zbořeny a na jejich místě byly postaveny nové domy. Oba byly postaveny v devatenáctém století a měly zděné přízemí s hrázděným patrem. Součástí usedlosti čp. 10 byla také stodola s ohradní zdí.[26][27]

## Galerie

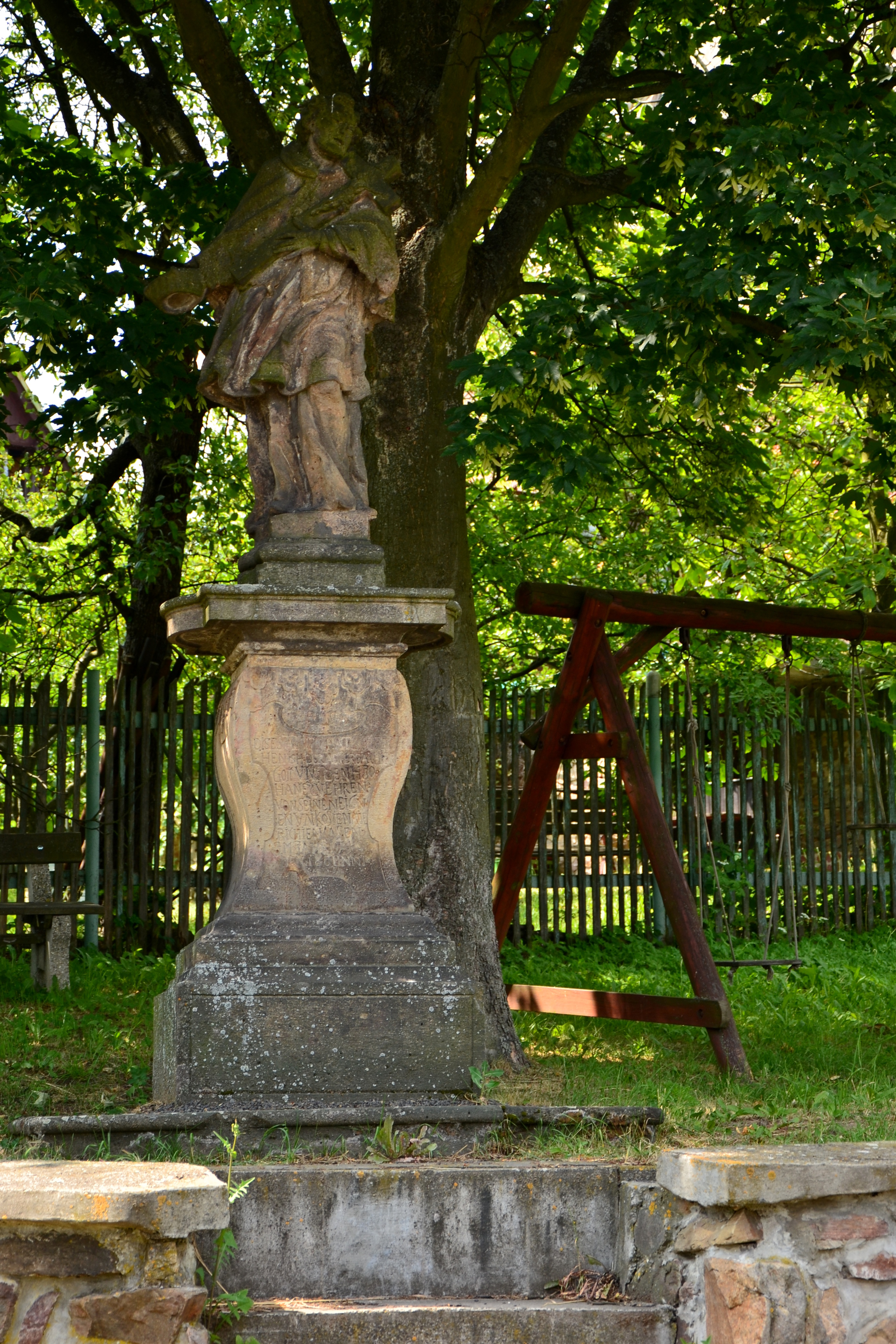
Svatý Jan Nepomucký (z Krbic)
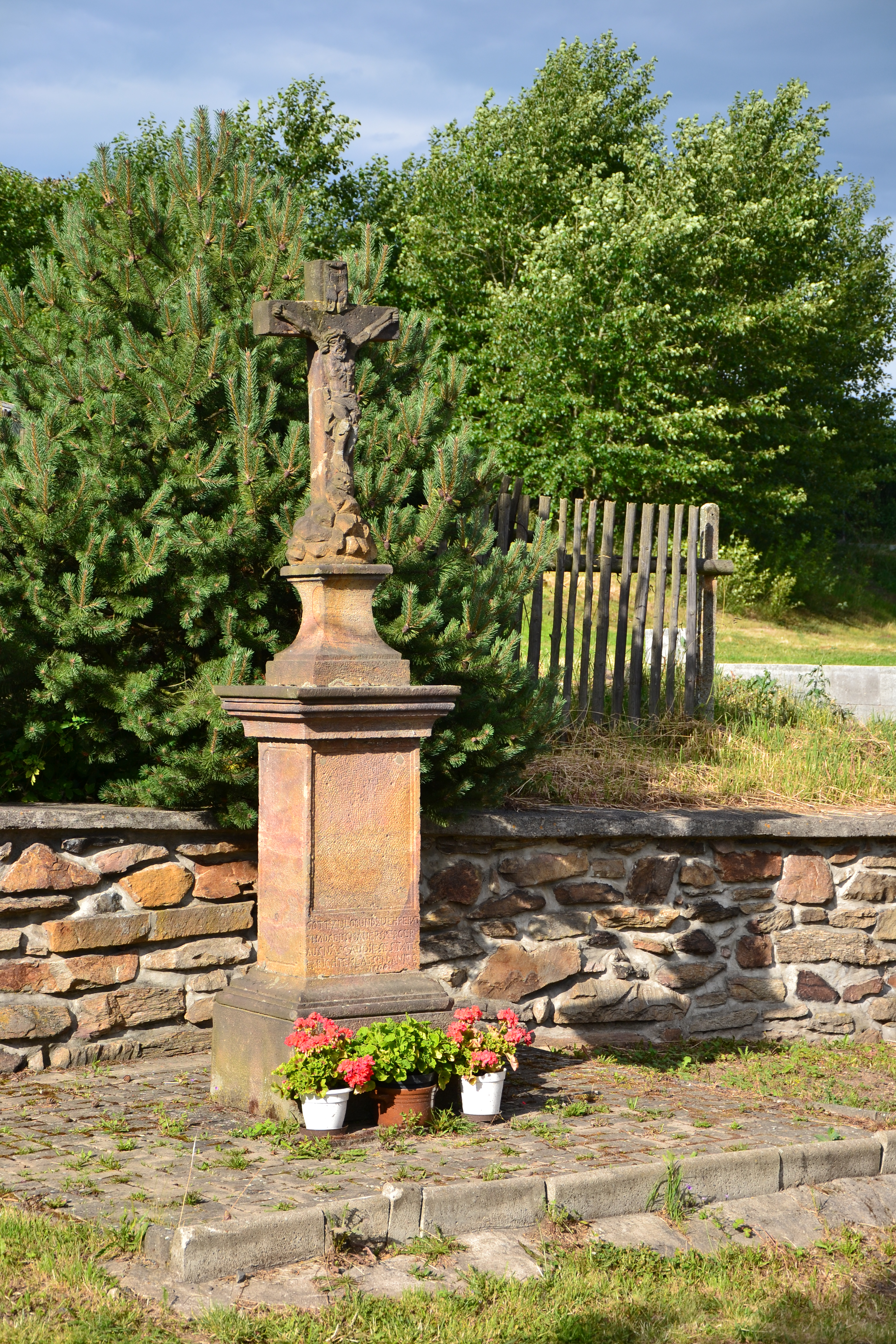
Kříž ve vesnici (z Bran)
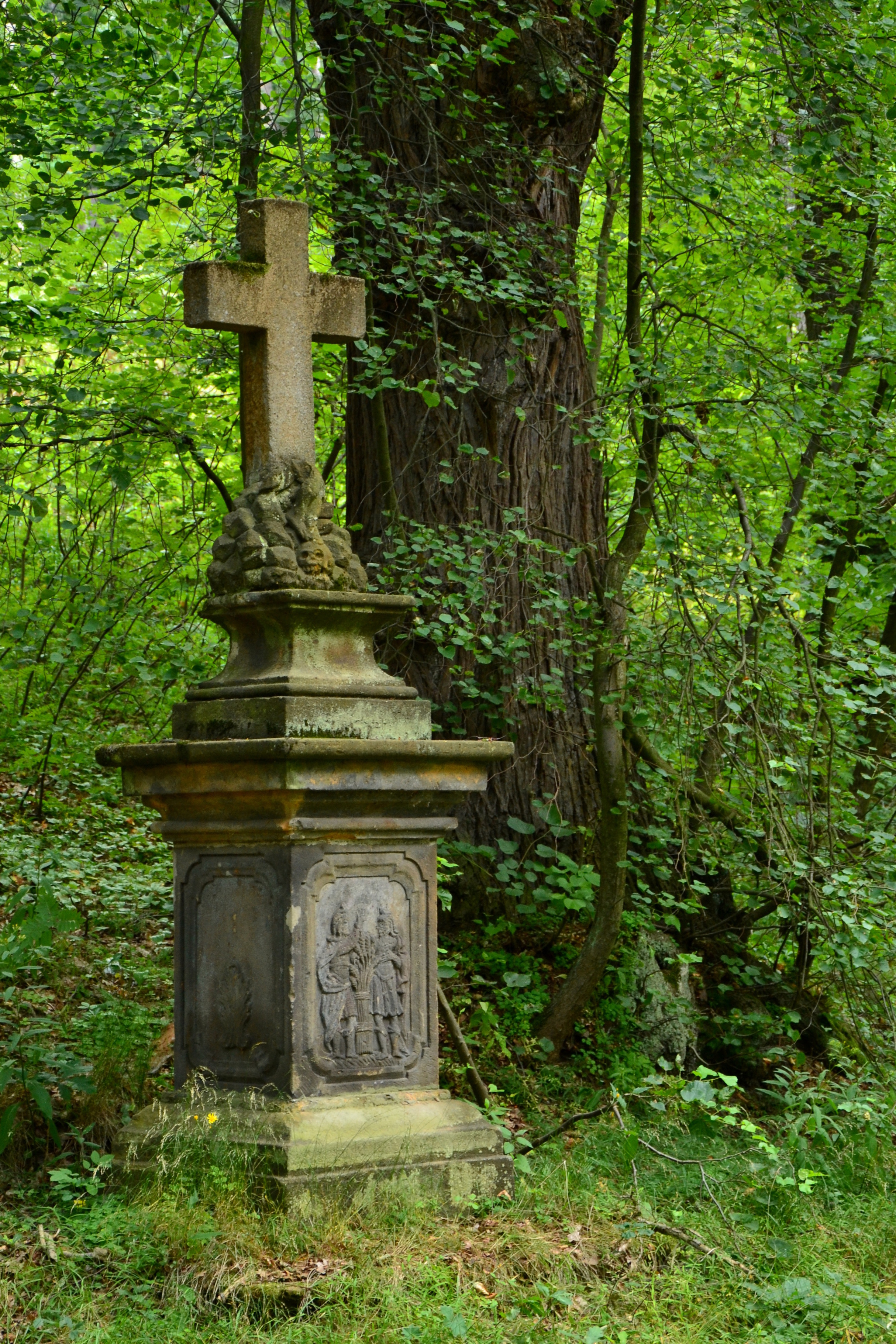
Kříž u silnice do Chomutova (z Naší)
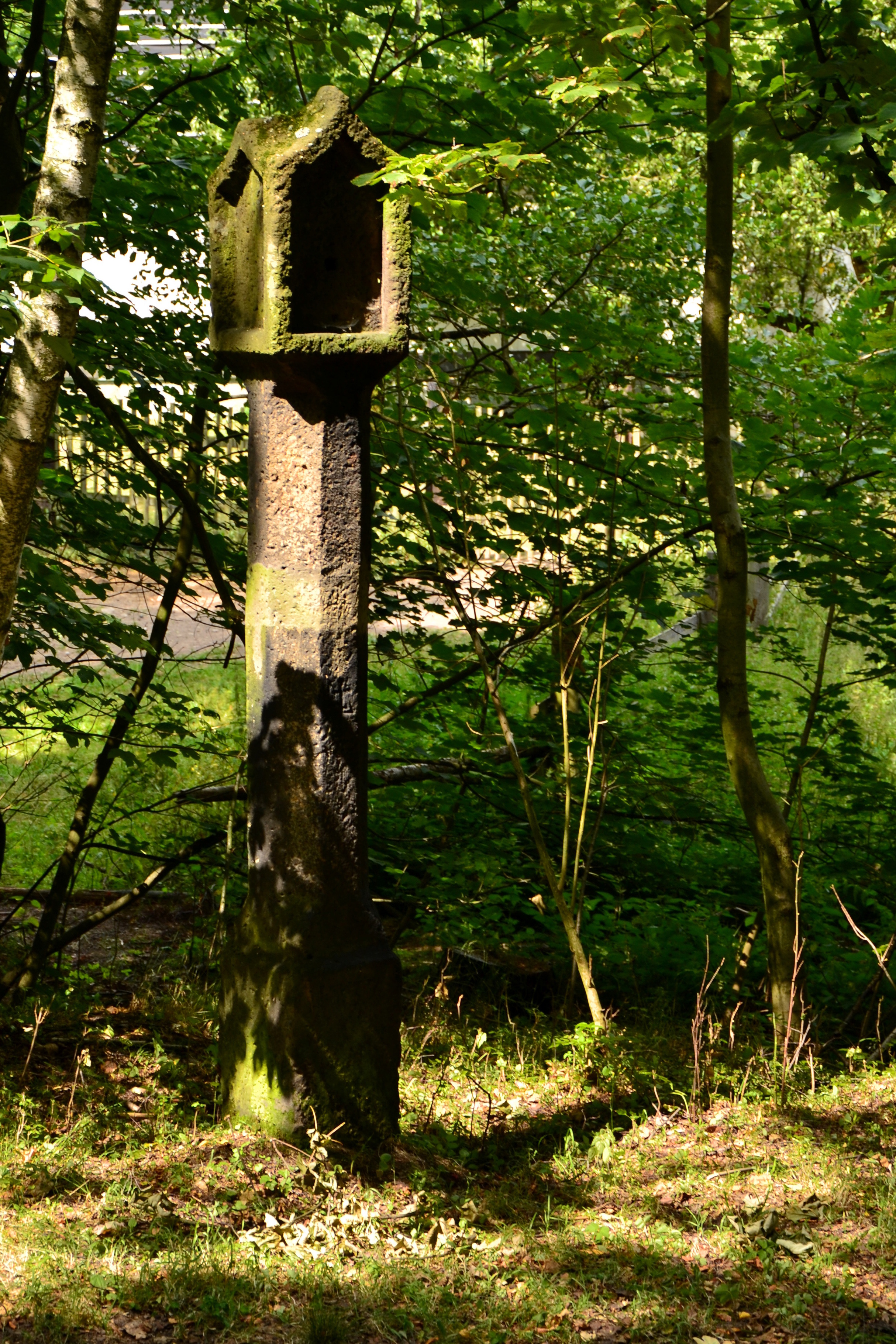
Boží muka u silnice k Místu
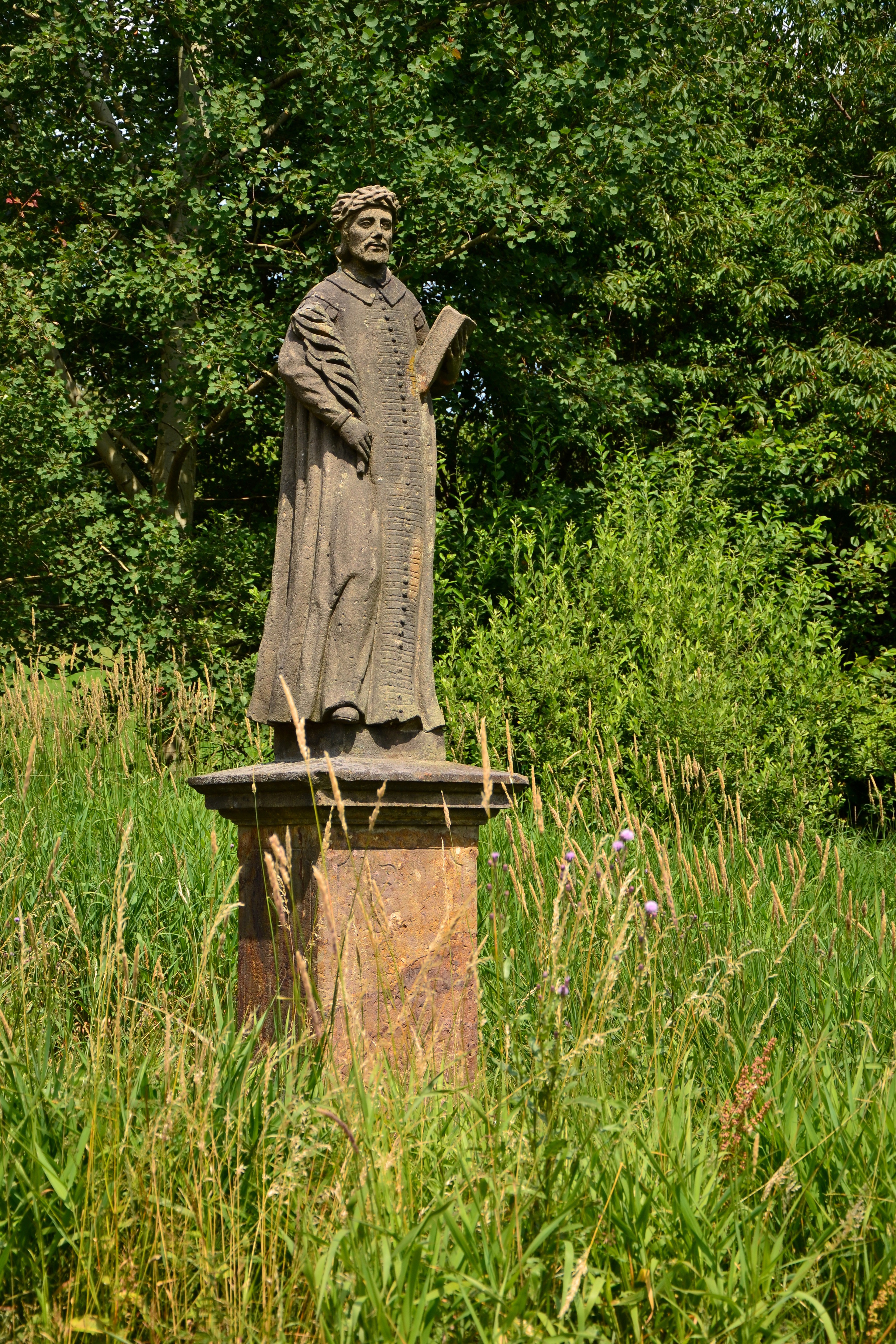
Socha svatého Donáta na kraji vesnice (ze Zásady)